# 生き残るための3つの取引
『生き残るための3つの取引』（いきのこるためのみっつのとりひき、原題：부당거래）は、2010年公開の韓国映画。ある殺人事件の犯人でっち上げをめぐる男たちの駆け引きを描いたサスペンス。第32回青龍映画賞最優秀作品賞受賞作品。

## ストーリー
警察庁広域捜査隊のチェ・チョルギ刑事（ファン・ジョンミン）は優秀な捜査官だが、警察大学を出ていないため出世ルートからは外れている。連続少女暴行殺人事件の犯人を捕まえられずに大統領からプレッシャーをかけられた警察庁は、犯人のでっち上げをチョルギに依頼し、代わりに警察大学出ばかりが優遇される人事制度の改善を約束する。チョルギは元暴力団の不動産会社社長チャン・ソック（ユ・ヘジン）にでっち上げられた犯人への恐喝を依頼、容疑者として逮捕する。一方、チャン・ソックの商売敵で、チョルギに脱税で逮捕されたキム会長（チョ・ヨンジン）から賄賂を受けている検事のチュ・ヤン（リュ・スンボム）はチョルギの動きを不審に思い、この事件を調査する。

## キャスト
- チェ・チョルギ：ファン・ジョンミン
- チュ・ヤン：リュ・スンボム（朝鮮語版）
- チャン・ソック：ユ・ヘジン
- キム・ヤンス会長：チョ・ヨンジン（朝鮮語版）
- カン局長：チョン・ホジン
- デホ刑事：マ・ドンソク
- コン捜査官：チョン・マンシク
- イ・ドンソク：ウ・ジョング（朝鮮語版）
- 検事部長：イ・ソンミン 이성민
- キム記者：オ・ジョンセ（朝鮮語版）
- チョルギの妹：コ・ソヒ（朝鮮語版）

## 受賞歴
- 第32回青龍映画賞：最優秀作品賞
- 第32回青龍映画賞：監督賞（リュ・スンワン）
- 第32回青龍映画賞：脚本賞（パク・フンジョン）